# 纳雷加尔
纳雷加尔（Naregal），是印度卡纳塔克邦Gadag县的一个城镇。总人口16652（2001年）。

## 人口
该地2001年总人口16652人，其中男性8422人，女性8230人；0—6岁人口2142人，其中男1105人，女1037人；识字率60.76%，其中男性为72.64%，女性为48.60%。